# Spoorlijn Kautenbach - Schimpach-Wampach
De Spoorlijn Kautenbach - Schimpach-Wampach, is een spoorlijn in Luxemburg tussen Kautenbach en Wiltz. Tot 1967 liep de lijn verder door tot Schimpach-Wampach waar hij aansloot op de Belgische spoorlijn 164. De lijn is 19,6 km lang en heeft als nummer CFL Lijn 1b.

## Geschiedenis
Op 1 juni 1888 werd het eerste deel tussen Kautenbach en de Wiltz. De verbinding tussen Wiltz en de grens met België via Schimpach-Wampach kwam een maand later tot stand op 1 juli 1888.

## Treindiensten
De CFL verzorgt het personenvervoer met RE en RB treinen.
| Serie   | Treinsoort             | Route              | Bijzonderheden                            |
| ------- | ---------------------- | ------------------ | ----------------------------------------- |
| RE 1700 | Regional-Express (CFL) | Kautenbach – Wiltz | Op werkdagen, halfuursdienst met RE 1800. |
| RE 1800 | Regional-Express (CFL) | Kautenbach – Wiltz | Op werkdagen, halfuursdienst met RE 1700. |
| RB 1750 | Regionalbahn (CFL)     | Kautenbach – Wiltz | Rijdt alleen in het weekend.              |

## Aansluitingen
In de volgende plaatsen is of was er een aansluiting op de volgende spoorlijnen:
Kautenbach
CFL 1, spoorlijn tussen Luxemburg en Troisvierges
Schimpach-Wampach
Spoorlijn 164 tussen Bastenaken-Noord en Benonchamps
CFL Lijn 1:
Luxemburg · Pfaffenthal-Kirchberg · Dommeldange · Walferdange · Heisdorf · Lorentzweiler · Lintgen · Mersch · Cruchten · Colmar-Berg · Schieren · Ettelbruck · Michelau · Goebelsmühle · Kautenbach · Wilwerwiltz · Drauffelt · Clervaux · Maulusmühle · Troisvierges · Bellain

CFL Lijn 1a: Ettelbruck · Diekirch

CFL Lijn 1b: Kautenbach · Merkholtz · Paradiso · Wiltz · Winseler · Schleif · Schimpach-Wampach
Zie ook: CFL Lijn 2 · CFL Lijn 3 · CFL Lijn 4 · CFL Lijn 5 · CFL Lijn 6 · CFL Lijn 6a · CFL Lijn 6b · CFL Lijn 6c · CFL Lijn 7